# 永安桥 (兰溪)
永安桥，位于中华人民共和国浙江省金华市兰溪市游埠镇永安路62号东侧，横跨游埠溪，是浙江省省级文物保护单位之一。
永安桥是游埠镇上的五座古桥之一，为双孔平桥，红石垒砌，长13.5米，宽4.7米，清光绪戊申（1908年）冬重修。1964年6月改造，加高、加宽桥面。
2005年11月3日，包括永安桥的游埠古桥公布为第五批兰溪市文物保护单位，编号5-40。2017年1月19日，又以“游埠古桥群”之名被列入第七批浙江省文物保护单位，该文物保护单位分类属于古建筑类，编号7-145。